# Спиру, Петрос
Петрос Самуил Спиру (исп. Samuel Spiro, греч. Πέτρος Σαμουήλ Σπύρου, XVIII век, Идра, Аттика — 28 марта 1814, Консепсьон-дель-Уругвай, Энтре-Риос) — аргентинский моряк греческого происхождения, герой Войны за независимость Аргентины.

## Биография
Спиру родился на греческом острове Идра в конце XVIII века. Идра, остров с морскими традициями, дала Греции не один десяток адмиралов и прославленных моряков. Остров тогда находился под османским контролем, и хоть на скалистой и бедной природными ресурсами Идре не было турецкой администрации, остров был обязан поставлять моряков на турецкий флот. Не имеется исторических данных о том, служил ли Спиру в османском флоте или, напротив, вероятность подобной службы послужила поводом к эмиграции.

## Аргентина
Вместе со своим братом Михаилом он эмигрировал в Буэнос-Айрес. С началом Майской революции 1810 года, Спиру встал на сторону аргентинских патриотов. Как командир катера N2, известного также как корсар N2, он участвовал в военных действиях против роялистов Монтевидео до 1813 года.
13 ноября 1813 года, имея на борту только 20 бойцов, он совершил налёт на испанское судно «Сан-Хосе-и-Анимас» (San José y Ánimas).
В ночь с 8 на 9 января 1814 года его катер N2, вместе с катером N1 его брата, участвовали в операции по захвату вооруженных фелюг «Сан-Луис» (San Luis) и «Сан-Мартин» (San Martín). За эту операцию Спиру получил звание гардемарина.
В середине февраля 1814 года ему было доверено командование кораблем «Нуэстра-Сеньора-дель-Кармен», с которым Спиру участвовал в сражении и высадке на остров Мартин-Гарсия (Martín García). За проявленное мужество Спиру стал единственным офицером, отмеченным командующим аргентинским флотом, адмиралом Гильермо Брауном.

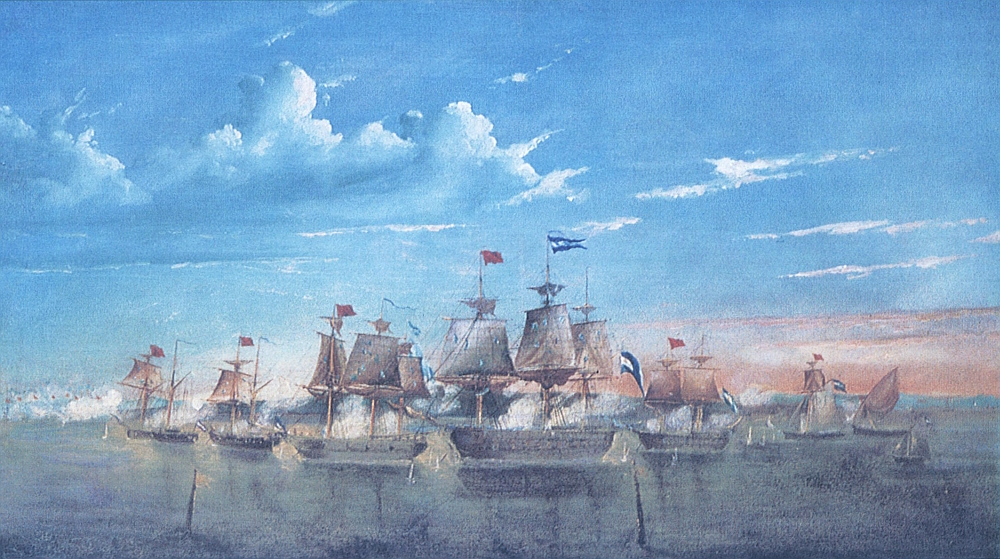
Combate de Martín García (1814)

После чего Спиру примкнул к флотилии под командованием капитана Нодера и, поднявшись вверх по реке Уругвай, принял участие в героическом сражении при Арройо-де-ла-Чайне (Arroyo de la China).
Капитан Нодер погиб в бою. «Кармен» Спиру имела несчастье сесть на мель и была окружена вражескими кораблями. Оценив безысходность положения, Спиру дал приказ экипажу сойти на берег и, оставшись на борту, спустился в пороховой погреб и взорвал себя и «Кармен».
За восемь дней до этого похода и последующей героической смерти, Спиру женился на 14-летней креолке Марии Троли (María Troli)
. Этот факт упоминается всеми аргентинскими историками и биографами, чтобы подчеркнуть не только мужество греческого моряка, но и его самоотверженность и чувство долга перед флагом его новой Родины .

## Память

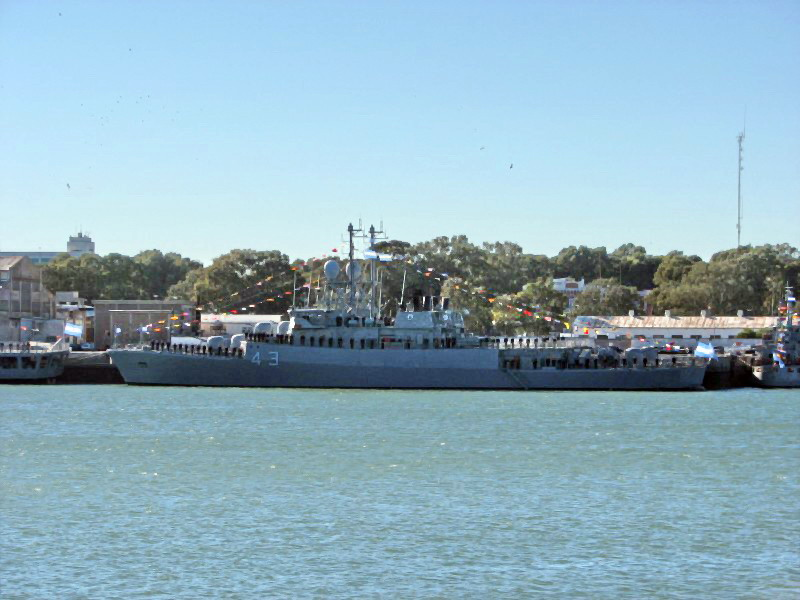
корвет ВМФ Аргентины «Спиру»

- Памятник Спиру и другому греку — герою Войны за независимость Аргентины, капитану Н. Георгиу, установлен на острове Мартин-Гарсия.
- Скромный памятник установлен также на его родном греческом острове Идра.
- ВМФ Аргентины назвало его именем тральщик ARA Spiro типа «Бушар», вошедший в строй в 1938 году
- Корвет типа «Эспора», вошедший в строй ВМФ Аргентины в 1987  году, также носит имя «Spiro».